# Seznam chráněných území v okrese Ústí nad Labem
Toto je seznam chráněných území v okrese Ústí nad Labem aktuální k roku 2016, ve kterém jsou uvedena chráněná území v oblasti okresu Ústí nad Labem.
| Kód  | Obrázek                                    | Typ  | Název                    | Rozloha (ha) | Galerie Commons                                                 | Popis území | Souřadnice                       |
| ---- | ------------------------------------------ | ---- | ------------------------ | ------------ | --------------------------------------------------------------- | --- | -------------------------------- |
| 1662 | PP Babinské louky                          | PP   | Babinské louky           | 40,89        | Kategorie „Babinské louky“ na Wikimedia Commons                 | Bohatá populace zvonovce liliolistého a dalších vzácných druhů podhorských luk | 50°35′50″ s. š., 14°7′31″ v. d.  |
| 51   | České středohoří, hora Milešovka           | CHKO | České středohoří         | 107 000      | Kategorie „České středohoří“ na Wikimedia Commons               | | 50°39′5″ s. š., 14°13′33″ v. d.  |
| 2143 | Divoká rokle                               | PP   | Divoká rokle             | 2,42         | Kategorie „Divoká rokle(natural monument)“ na Wikimedia Commons | Unikátní skalní výchoz, který je odlučnou plochou starého sesuvu s odkrytým sledem vulkanogenních hornin úlomkovitého charakteru o mocnosti až 200 m, uložených v mísovité depresi prevulkanického reliéfu | 50°41′2″ s. š., 14°7′52″ v. d.   |
| 6118 | jižní část PP Eiland poblíž Ostrova u Tisé | PP   | Eiland                   | 5,0481       | Kategorie „Eiland (natural monument)“ na Wikimedia Commons      | Mokřadní společenstva druhově bohatých luk, přirozeného toku a okolních podmáčených olšin s rašeliništěm a vodními plochami s výskytem chráněných a ohrožených rostlinných a živočišných druhů             | 50°48′26″ s. š., 14°2′45″ v. d.  |
| 853  | Kozí vrch                                  | PR   | Kozí vrch                | 36,86        | Kategorie „Kozí vrch (natural monument)“ na Wikimedia Commons   | Trachytový kopec s významnými teplomilnými lesními porosty a květenou | 50°40′37″ s. š., 14°6′2″ v. d.   |
| 53   | Skalní město u Holého vrchu                | CHKO | Labské pískovce          | 24 500       | Kategorie „Labské pískovce“ na Wikimedia Commons                | | 50°56′55″ s. š., 14°23′14″ v. d. |
| 1821 | Libouchecké rybníčky                       | PR   | Libouchecké rybníčky     | 2,17         | Kategorie „Libouchecké rybníčky“ na Wikimedia Commons           | Významné refugium obojživelníků | 50°45′5″ s. š., 14°5′8″ v. d.    |
| 2144 | PP Loupežnická jeskyně                     | PP   | Loupežnická jeskyně      | 13,04        | Kategorie „Loupežnická jeskyně“ na Wikimedia Commons            | Rozsáhlá puklinová jeskyně v neovulkanickém masivu, vzniklá posunem jednotlivých bloků rozpukané horniny (fonolit) ve strmém svahu Zámeckého vrchu, ochrana populací letounů a mloka skvrnitého            | 50°39′38″ s. š., 14°7′28″ v. d.  |
| 1510 | Magnetovec - Skalní hřib                   | PP   | Magnetovec - Skalní hřib | 6,31         | Kategorie „Magnetovec - Skalní hřib“ na Wikimedia Commons       | Vypreparovaná část lávového příkrovu v bazanitu | 50°38′55″ s. š., 14°9′10″ v. d.  |
| 2163 | Pohled na potok na území rezervace         | PR   | Niva Olšového potoka     | 16,89        | Kategorie „Niva Olšového potoka“ na Wikimedia Commons           | Zvláště chráněné druhy živočichů a rostlin, zejména chřástal polní, koprník štětinolistý, vrba plazivá, upolín evropský, suchopýr úzkolistý a další.                                                       | 50°48′47″ s. š., 14°0′9″ v. d.   |
| 353  | PR Rač                                     | PR   | Rač                      | 15,41        | Kategorie „Rač“ na Wikimedia Commons                            | Teplomilná společenstva, ukázka sukcese na bývalých obdělávaných pozemcích | 50°37′9″ s. š., 13°55′50″ v. d.  |
| 2263 | Rájecká rašeliniště                        | PR   | Rájecká rašeliniště      | 1,68         | Kategorie „Rájecká rašeliniště“ na Wikimedia Commons            | Společenstvo rašelinné vegetace s fytogeograficky významnými prvky a výskytem ohrožených druhů. | 50°48′29″ s. š., 14°1′18″ v. d.  |
| 400  | Sluneční stráň v roce 2010                 | PR   | Sluneční stráň           | 7,62         | Kategorie „Sluneční stráň“ na Wikimedia Commons                 | Ochrana typické geobiocenózy Českého středohoří s výraznou teplomilnou květenou. | 50°38′ s. š., 14°4′6″ v. d.      |
| 1884 |                                            | PR   | Špičák u Krásného Lesa   | 72,11        | Kategorie „Špičák u Krásného Lesa“ na Wikimedia Commons         | Čedičový vrch Špičák se sutěmi, branami, jeskyněmi a převisy, mokřady s bohatou květenou | 50°47′18″ s. š., 13°55′1″ v. d.  |
| 1811 | Tiské stěny                                | PP   | Tiské stěny              | 99,56        | Kategorie „Tiské stěny“ na Wikimedia Commons                    | Pískovcové skalní město, bohatý výskyt železitých inkrustací | 50°47′25″ s. š., 14°1′55″ v. d.  |
| 518  | Vrkoč                                      | NPP  | Vrkoč                    | 1,42         | Kategorie „Vrkoč“ na Wikimedia Commons                          | Vypreparovaná čedičová žíla s typickým rozpadem horniny | 50°37′48″ s. š., 14°2′37″ v. d.  |
|      | Pohled na krajinu přírodního parku         | PřP  | Východní Krušné hory     | 4 000        | Kategorie „Východní Krušné hory“ na Wikimedia Commons           | Ráz hřebenů s lesními porosty, horskými a rašelinnými loukami, charakteristickou flórou a faunou | 50°46′58″ s. š., 13°57′39″ v. d. |